# Gustave Choquet

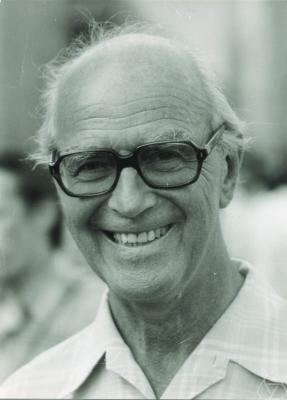
Gustave Choquet ở Hội nghị các nhà toán học quốc tế tại Warszawa năm 1983.

Gustave Choquet (1 tháng 3 năm 1915 – 14 tháng 11 năm 2006) là nhà toán học người Pháp.

## Cuộc đời và Sự nghiệp
Choquet sinh tại Solesmes, Nord. Các đóng góp của ông trong lãnh vực Toán học gồm có những công trình về giải tích hàm và lý thuyết thế (potential theory). Ông nổi tiếng vì đã lập ra lý thuyết Choquet và tích phân Choquet.
Ông nghiên cứu hậu tiến sĩ ở École Normale Supérieure (trường Cao đẳng Sư phạm) Paris dưới sự cố vấn của Arnaud Denjoy.
Choquet làm giáo sư ở Đại học Paris (sau này là Đại học Pierre và Marie Curie tức Đại học Paris VI) từ năm 1940 tới 1984 và cũng làm giáo sư ở trường Bách khoa Paris từ năm 1960 tới 1969.
Các sinh viên của ông gồm có Haïm Brezis, Gilles Godefroy, Nassif Ghoussoub và Michel L. Lapidus.
Ông kết hôn với nhà toán học kiêm vật lý toán học Yvonne Choquet-Bruhat. Ông từ trần tại Lyon năm 2006.

## Giải thưởng
- Giải Pécot của Collège de France
- Giải Houllevigue (1946)
- Giải Dickson (1951)
- Giải Carrière (1956)
- Giải thưởng lớn về Toán học (1968) của Viện Hàn lâm Khoa học Pháp.
- Bắc đẩu bội tinh hạng Officier.

Ông được bầu làm viện sĩ Viện Hàn lâm Khoa học Pháp (1976).

## Tác phẩm
- Cours d’analyse, 2ème cycle, CDU (Centre de Documentation Universitaire) và École polytechnique, 1955–1960
- Cours de topologie, Masson, 1964
- L’enseignement de la géométrie, Hermann, 1964)
- Outils topologiques et métriques de l’analyse mathématique, CDU, 1966
- Géométrie des complexes, CDU, 1968
- Lectures on analysis, 3 Bände, Benjamin, 1968